# Abadia de Rottenbuch

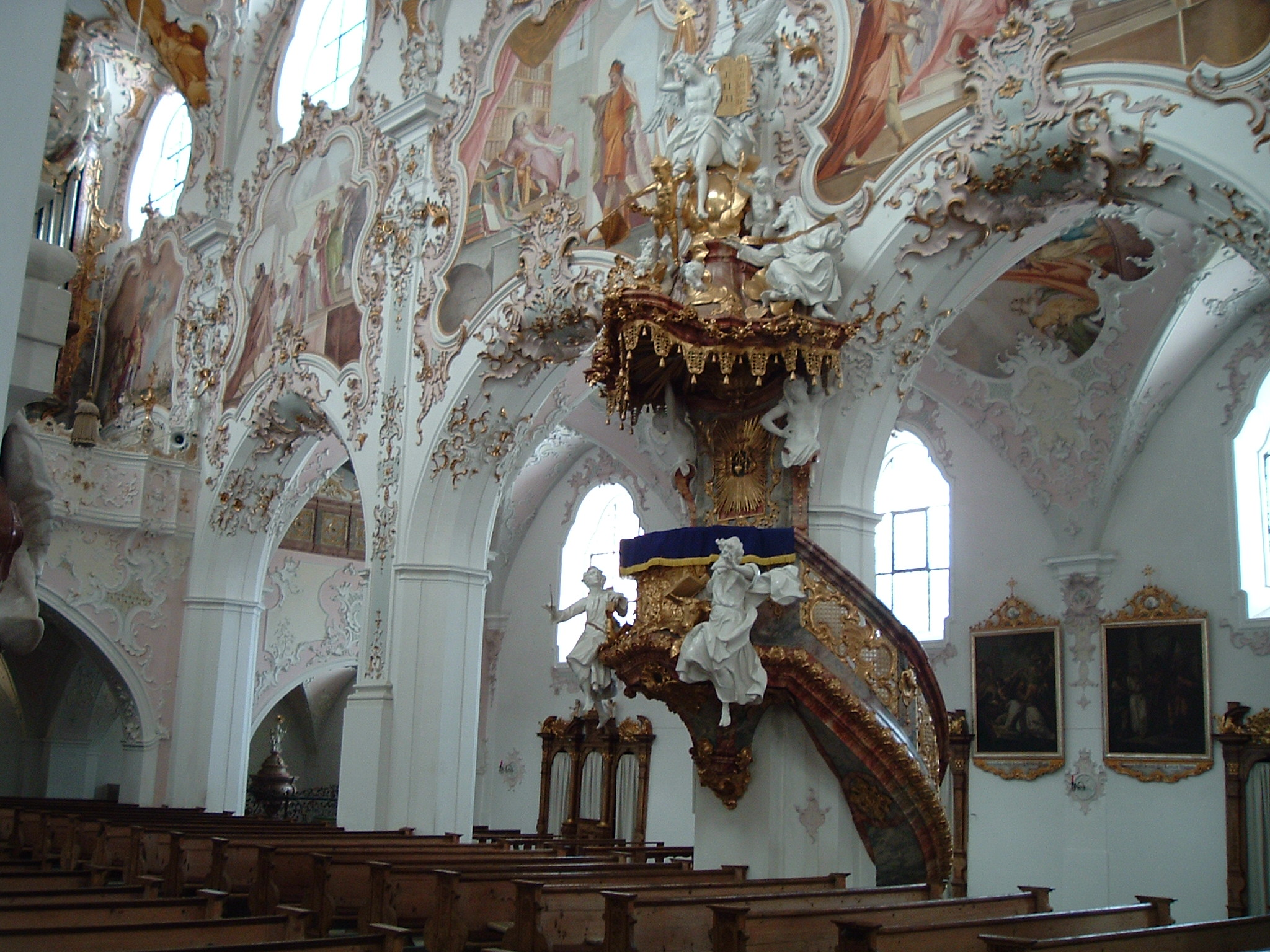
Parede interna da igreja (observe os arcos pontiagudos cobertos com estuque rococó para esconder a ponta)

Abadia de Rottenbuch (em alemão: Kloster Rottenbuch) em Rottenbuch é um antigo convento dos Padres Agostinianos.  O mosteiro dos Santos Pedro, Paulo e Maria foi fundado em 1073 pelo Duque Welf IV da Baviera e a sua esposa Judith de Flandres, a conselho do Bispo Altmann de Passau.. A igreja da Abadia foi construída entre 1085 e 1125 no estilo românico . O design de um transepto e de uma torre independente é incomum para uma igreja da Baviera. Rottenbuch foi um centro de lealdade papal durante a Controvérsia das Investiduras . Sob o patrocínio do Imperador Luís, o Bávaro, no século XIV, juntamente com sua localização na rota de peregrinação para a Itália, Rottenbuch tornou-se a casa de Cônegos Regulares mais influente da Alemanha.
No século XVIII, o interior medieval da igreja foi redecorado no estilo Alto Barroco pelo pintor Matthäus Günther e pelo estuque Josef Schmuzer. Com a secularização dos mosteiros da Baviera sob Montgelas em 1803, os edifícios monásticos foram demolidos e a os fabricantes de Aarau adquiriram a maior parte dos edifícios para serem convertidos em fábricas de papel. As Irmãs de Dom Bosco ocupam-no desde 1963 .